# Кышла (Кантемирский район)
Кышла (рум. Cîșla) — село в Кантемирском районе Молдавии. Является административным центром коммуны Кышла, включающей также село Шофрановка.

## География
Село расположено на высоте 159 метров над уровнем моря.

## Население
По данным переписи населения 2004 года, в селе Кышла проживает 601 человек (297 мужчин, 304 женщины).
Этнический состав села:
| Национальность | Число жителей | Процентный состав |
| -------------- | ------------- | ----------------- |
| украинцы       | 390           | 64.89             |
| молдаване      | 185           | 30.78             |
| русские        | 15            | 2.5               |
| болгары        | 10            | 1.66              |
| гагаузы        | 1             | 0.17              |
| Всего          | 601           | 100%              |